# Maya Moore
Maya April Moore, coniugata Irons (Jefferson City, 11 giugno 1989), è un'ex cestista statunitense, professionista nella WNBA.

## Carriera
È stata selezionata dalle Minnesota Lynx al primo giro del Draft WNBA 2011 (1ª scelta assoluta).
Nel 2023 ha ufficialmente annunciato il suo ritiro dalla pallacanestro. Non giocava dal 2018.

## Palmarès

### NCAA
- 2 volte campionessa NCAA (2009, 2010)
- NCAA Basketball Tournament Most Outstanding Player (2010)

### WNBA
- Campionato WNBA: 4

Minnesota Lynx: 2011, 2013, 2015, 2017
- WNBA Finals Most Valuable Player: 1

2013
- WNBA Most Valuable Player: 1

2014
- WNBA Rookie of the Year (2011)
- 5 volte All-WNBA First Team (2013, 2014, 2015, 2016, 2017)
- 2 volte All-WNBA Second Team (2012, 2018)
- 2 volte WNBA All-Defensive Second Team (2014, 2017)
- WNBA All-Rookie First Team (2011)
- Migliore marcatrice WNBA (2014)
- Migliore nelle palle recuperate WNBA (2018)
- Migliore tiratrice da tre punti WNBA (2013)